# Thymoites chopardi
Thymoites chopardi là một loài nhện trong họ Theridiidae.
Loài này thuộc chi Thymoites. Thymoites chopardi được Lucien Berland miêu tả năm 1920.